# Anna Romanowa

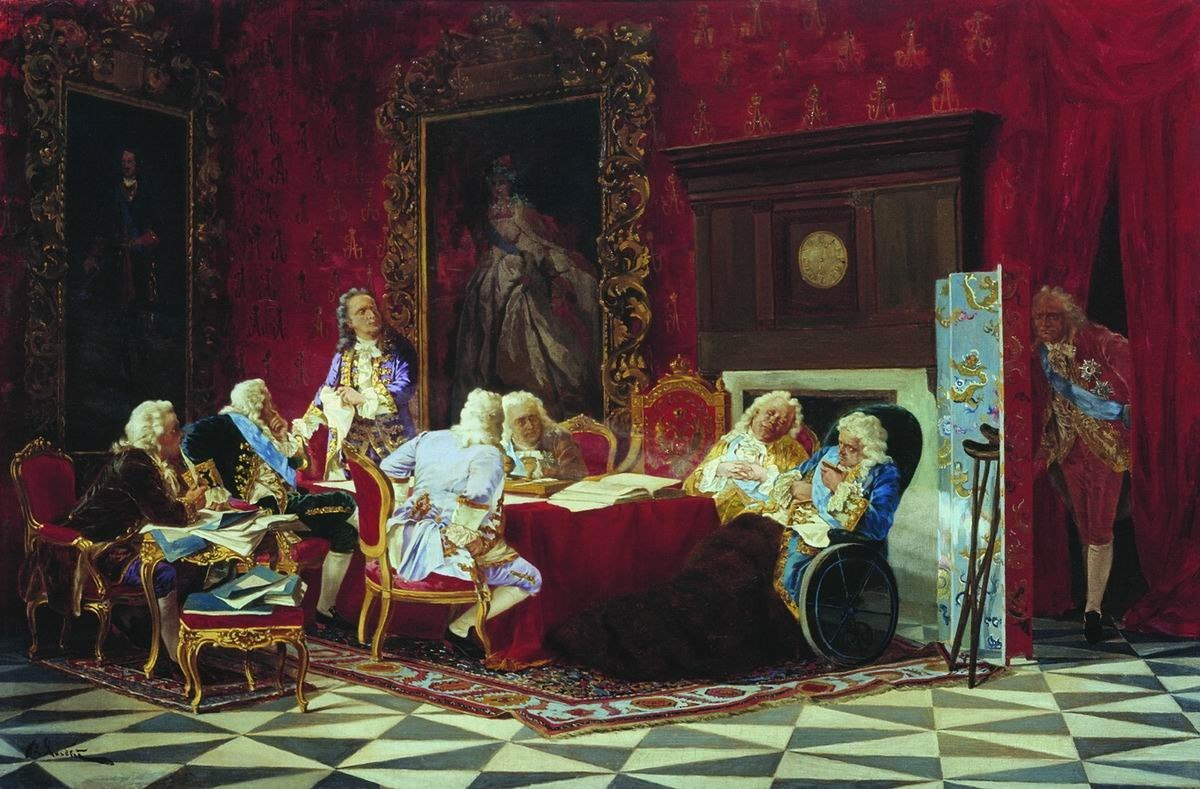
Gabinet ministrów cesarzowej Anny Iwanowny

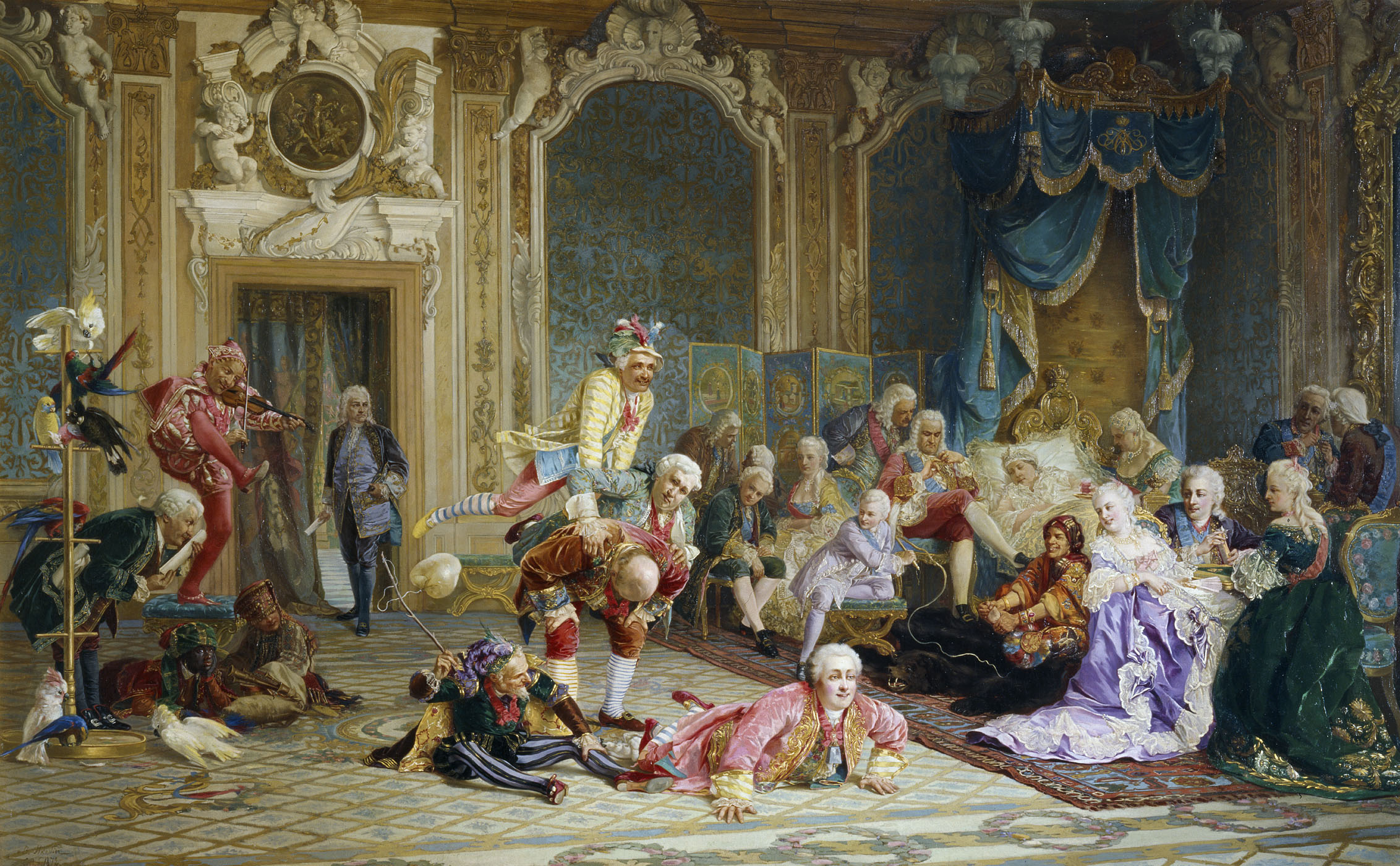
Ekscentryczny dwór carycy Anny Iwanowny sportretowany przez Valerego Jacobiego

Anna Iwanowna Romanowa (ros. Анна Иоанновна; ur. 28 stycznia?/7 lutego 1693 w Moskwie, zm. 17 października?/28 października 1740 w Petersburgu) – księżna Kurlandii i Semigalii w latach 1711–1731, cesarzowa Rosji w latach 1730–1740, córka cara Iwana V Aleksiejewicza i Praskowii Fiodorowny Sałtykowej.

## Życiorys

### Księżna Kurlandii i Semigalii
Anna Iwanowna spędziła dzieciństwo i młodość wraz z rodzicami z dala od dworskich intryg i spraw politycznych. Początkowo nie była uwzględniana w prawach do rosyjskiego tronu, gdyż te zostały zarezerwowane dla Piotra I Wielkiego i jego potomków. W 1710 roku przeznaczona została na żonę młodego księcia Kurlandii i Semigalii Fryderyka Wilhelma Kettlera, który jednak zmarł kilka miesięcy po zawarciu z nią związku małżeńskiego. Owdowiała księżna Anna z powodu ciągłej nieobecności prawowitego następcy Ferdynanda Kettlera stała się faktyczną władczynią księstwa nadbałtyckiego i od tej pory rezydowała w Mitawie. Nie interesowała się zbytnio sprawami państwa pozostawiając te kwestie swoim doradcom i faworytowi Ernestowi Janowi Bührenowi.
Oddanie przez Annę Iwanownę Księstwa Kurlandii i Semigalii pod opiekę Rosji spowodowało zachwianie równowagi sił w regionie. Przeciwko jej panowaniu wypowiedział się wrogo król Prus Fryderyk Wilhelm I, który podjął starania mające na celu przejęcie księstwa dla Hohenzollernów drogą mariażu dynastycznego.
Podobne starania podjęli również Wettynowie i szlachta kurlandzka. Nie mogąc liczyć na powrót Ferdynanda Kettlera stany księstwa zaczęły szukać sobie nowego księcia i przyszłego małżonka Anny w osobie Maurycego Saskiego, który mimo że otrzymał władzę w 1726 roku, to i tak nie utrzymał się przy niej długo, gdyż sprzeciwił się temu kategorycznie Sejm Rzeczypospolitej oraz Rosja.

### Cesarzowa Rosji
Zgodnie z testamentem Katarzyny I, rządy w Rosji po bezpotomnej śmierci Piotra II miały sprawować kolejno córki Piotra I, Anna i Elżbieta. Tymczasem Anna Piotrowna zmarła w 1728 roku, zaś przejęcie tronu przez Elżbietę Piotrownę nie było na rękę obozowi Dołgorukowowych, który zamierzał wprowadzić w Rosji oligarchię. Spowodowali więc zwołanie Najwyższej Tajnej Rady, na jej zebraniu przeforsowali uznanie cesarzem rosyjskim księżnej Anny Iwanowny, a następnie wprowadzili w życie tzw. Kondycje ograniczające samodzierżawie.
Po przybyciu w 1730 roku do Rosji, Anna Iwanowna po swojej koronacji w Moskwie nakazała powtórne przeniesienie stolicy do Sankt Petersburga. Rezydując w mieście nad Newą nie interesowała sprawami państwowymi, zajmowała się dworem, balami oraz zabawami. Ważniejsze stanowiska w państwie przejmowali Niemcy inflanccy, pod których wpływami cesarzowa się znajdowała. Realnie rządy w Rosji sprawował w jej imieniu Ernest Jan Bühren, który po otrzymaniu tytułu hrabiowskiego zmienił nazwisko na Biron. Stanął on na czele Tajnej Kancelarii i trzyosobowego Cesarskiego Gabinetu, który całkowicie sobie podporządkował. Otoczenie carycy, w którym znaleźli się między innymi Burkhard Christoph Münnich i Andriej Ostermann szybko odsunęło od władzy wszechwładną dotąd rodzinę Dołgorukowowych, która została zesłana na Syberię.
Z czasem anulowano krępujące władzę cesarską Kondycje (cesarzowa demonstracyjnie je rozdarła) i zlikwidowano rząd Najwyższej Tajnej Rady. W Rosji rozpoczęła się dyktatura jednego ministra, który to okres nazywany jest w historii „bironowszczyzną”.
Za panowania cesarzowej Anny Iwanowny rozszerzone zostały znacznie przywileje szlachty, Rosja prowadziła wojnę z Turcją z umiarkowanymi sukcesami i odstąpiła Persji pas terenów wzdłuż południowych wybrzeży Morza Kaspijskiego, zdobytych przez Piotra I. Zawarty też został tzw. traktat Trzech Czarnych Orłów, w którym: Rosja, Austria i Prusy zobowiązywały się wzajemnie, że nie dopuszczą do powrotu Stanisława Leszczyńskiego na tron polski lub umocnienia się władzy Wettynów w Rzeczypospolitej.
Cesarzowa Anna Romanowa założyła Cesarską Szkołę Baletową (znaną obecnie pod nazwą: Akademia Baletu Rosyjskiego im. Agrippiny Waganowej), dając tym samym podwaliny pod rozwój rosyjskiego baletu.

### Sukcesja
Przed śmiercią Anna Iwanowna wyznaczyła na swojego następcę Iwana VI Antonowicza, wnuka swojej siostry Katarzyny. Nowy car-niemowlę nigdy jednak nie przejął faktycznej władzy, gdyż intrygi dworskie, a następnie zamach stanu otworzyły drogę do tronu rosyjskiego Elżbiecie Piotrownie, która uwięziła młodego imperatora.
Anna Iwanowna została pochowana w Soborze Pietropawłowskim w Sankt Petersburgu.

## Genealogia
| Aleksy I ur. 19 III 1629 zm. 29 lub 30 I 1678 | Aleksy I ur. 19 III 1629 zm. 29 lub 30 I 1678 |                                                     |                                                     | Maria Iljiniczna Miłosławska ur. 1625 zm. 2 lub 3 III 1669 | Maria Iljiniczna Miłosławska ur. 1625 zm. 2 lub 3 III 1669 |  |  | Fiodor Piotrowicz Sałtykow ur. ? zm. ? | Fiodor Piotrowicz Sałtykow ur. ? zm. ? |                                                                      |                                                                      | Anna Michajłowna Tatiszczewa ur. ? zm. ? | Anna Michajłowna Tatiszczewa ur. ? zm. ? |
|                                               |                                               |                                                     |                                                     |                                                            |                                                            |  |  |                                        |                                        |                                                                      |                                                                      |                                          |                                          |
|                                               |                                               |                                                     |                                                     |                                                            |                                                            |  |  |                                        |                                        |                                                                      |                                                                      |                                          |                                          |
|                                               |                                               | Iwan V ur. 27 VIII / 6 IX 1666 zm. 29 I / 8 II 1696 | Iwan V ur. 27 VIII / 6 IX 1666 zm. 29 I / 8 II 1696 |                                                            |                                                            |  |  |                                        |                                        | Praskowia Fiodorowna Sałtykowa ur. 11 / 21 X 1664 zm. 14 / 24 X 1723 | Praskowia Fiodorowna Sałtykowa ur. 11 / 21 X 1664 zm. 14 / 24 X 1723 |                                          |                                          |
|                                               |                                               |                                                     |                                                     |                                                            |                                                            |  |  |                                        |                                        |                                                                      |                                                                      |                                          |                                          |
|                                               |                                               |                                                     |                                                     |                                                            |                                                            |  |  |                                        |                                        |                                                                      |                                                                      |                                          |                                          |
|                                               |                                               |                                                     |                                                     |                                                            |                                                            |  |  |                                        |                                        |                                                                      |                                                                      |                                          |                                          |

|  |  | Fryderyk Wilhelm Kettler ur. 19 VII 1692 zm. 21 I 1711 OO 11 XI 1710 | Fryderyk Wilhelm Kettler ur. 19 VII 1692 zm. 21 I 1711 OO 11 XI 1710 | Anna ur. 23 I 1693 zm. 17 X 1740 | Anna ur. 23 I 1693 zm. 17 X 1740 |  |  |  |  |
|  |  |                                                                      |                                                                      |                                  |                                  |  |  |  |  |
|  |  |                                                                      |                                                                      |                                  |                                  |  |  |  |  |

|  |